# Course aérienne de Reno
Les courses aériennes de Reno (en anglais : « Reno Air Races »), officiellement connues comme Stihl National Championship Air Races, sont des courses d'avions qui se déroulent régulièrement à Reno, dans le Nevada, aux États-Unis.

## Histoire

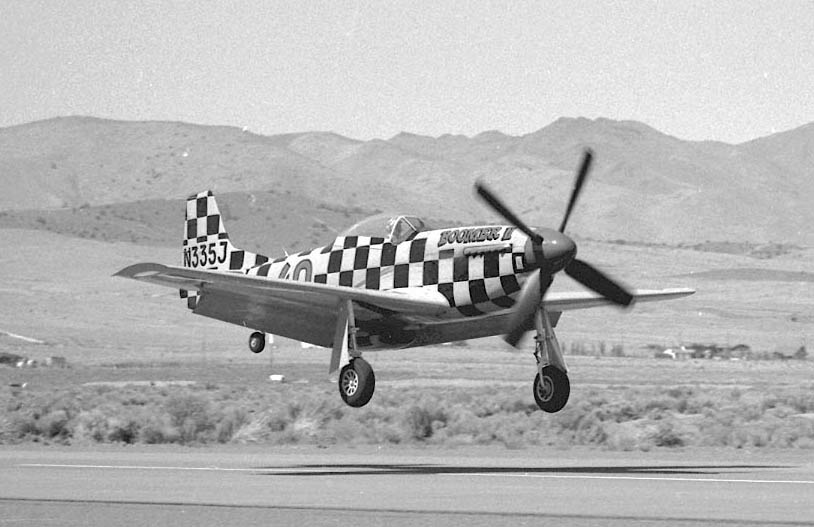
P-51 en 1969.

Les premières courses aériennes de Reno, en 1964 et 1965, ont été organisées par le vétéran Bill Stead, un ancien combattant de la Seconde Guerre mondiale. Elles se sont déroulées à l’aérodrome de Sky Ranch, une piste de terre d’à peine 610 m de long qui se trouvait à l'endroit actuellement dénommé Spanish Springs. En 1966, après la fermeture de la base aérienne Stead (située 20 miles à l'ouest et nommée en l'honneur du frère de Bill, Croston Stead), le terrain a été ouvert au public et les courses y sont organisées depuis.

## Compétition

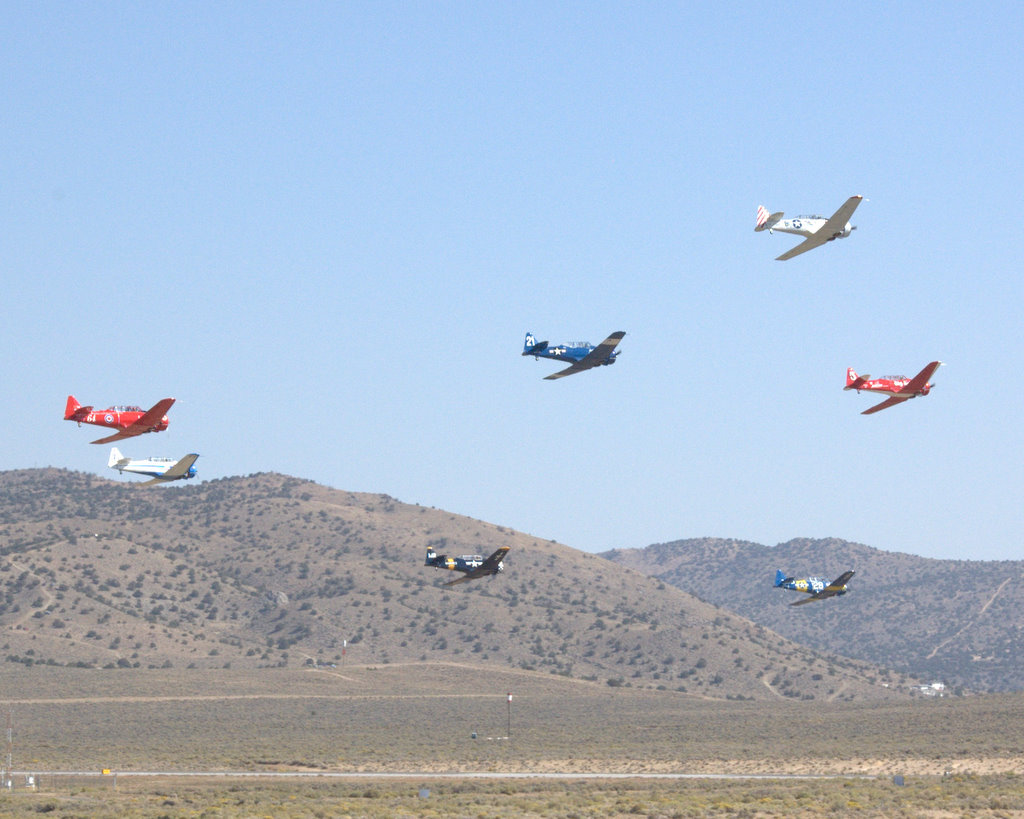
Reno air race en 2008.

Les épreuves consistent en des courses à confrontation directe entre six pilotes.
En 2018 six catégories existent : 
- Biplans
- Formule 1
- Sport (depuis 1998)
- AT-6 (depuis 2001)
- Jet (depuis 2001)
- Unlimited

Ancienne catégorie
- T-28 (uniquement en 1996 et 1998)

## Accidents

### Avant 2011
De 1964 à 2010, 19 aviateurs ont perdu la vie à la suite de collisions au cours de la compétition et du spectacle aérien.

### Accident de 2011
Le 16 septembre 2011, durant une course aérienne de Reno, alors qu'il est en 3e position, Jimmy Leeward, 74 ans, pilotant un P-51D Mustang modifié s'écrase. Le pilote ainsi que dix spectateurs sont tués, et 69 spectateurs blessés. Toutes les courses suivantes de l'événement 2011 sont annulées par les organisateurs.
L'appareil incriminé était un ancien appareil militaire ayant servi à la course depuis les années 1960. En 1970, il avait déjà subi un incident. Par la suite, les modifications radicales portant aussi bien sur la motorisation que sur la voilure et le fuselage, apportées par son propriétaire lui permettaient de frôler les 850 km/h. Au moment de l'accident, la rupture du compensateur de profondeur gauche a fait cabrer brutalement l'appareil. Le pilote encaissant 17 g a perdu connaissance, ne pouvant contrôler son appareil qui s'est écrasé à proximité des gradins, projetant violemment des débris vers les spectateurs.
Dès 2012, après un sérieux renforcement des règles de sécurité (limitant notamment les possibilités de modification des avions et renforçant les inspections avant la course), les courses ont repris sans incident.

## Jeu vidéo
On la retrouve dans l'add-on du simulateur de vol Microsoft Flight Simulator X: Accélération Pack ainsi que dans l'extension Reno Air Race du jeu Microsoft Flight Simulator.